# André Brincourt
Œuvres principales
- La Farandole (1952)
- Langue française, terre d'accueil (1997)

André Brincourt, né le 8 novembre 1920 à Neuilly-sur-Seine (alors département de la Seine) et mort le 22 mars 2016 à Saint-Cloud, est un écrivain et journaliste français.

## Biographie
Ancien résistant, engagé volontaire à dix-huit ans durant la Seconde Guerre mondiale (prisonnier puis évadé, il s'engage dans le mouvement Combat de la région de Nice).
Au journal Le Figaro, André Brincourt a dirigé les pages culturelles, puis, de 1971 à 1986, le supplément littéraire. 
Il a été aussi journaliste littéraire à la télévision et a eu notamment des entretiens télévisés avec André Malraux, dont il était l'ami.
Parallèlement à son travail de journaliste, il a écrit une vingtaine de livres dans des genres littéraires très variés, allant de la poésie au roman. Ses dernières publications témoignent d'une  préférence pour le fragment et l'aphorisme.
Membre du jury du prix Renaudot de 1984 jusqu'à sa démission en 2011. 
En 1999, il reçoit le Grand prix de littérature de l'Académie française pour l'ensemble de son œuvre,.
Il a été membre du comité d'honneur de l'Association pour le droit de mourir dans la dignité (ADMD).

## Œuvre
- Littératures d’outre-tombe, essai, Grasset, 2010
- Vienne le vent, poésie, Melis éditions, 2009,
- Insomnies, pensées, Grasset, 2007
- Les Conquérants d'eux-mêmes, essai, Grasset, 2006
- La Mer, l'Amour et la Mort, poèmes, Privat, 2005
- Lecture vagabonde, Grasset, 2004.
- Tête-de-loup, essai, Grasset, 2003
- Le Paradis désenchanté, éditions du Rocher, 2001
- Le Bonheur de rompre, roman, Grasset, 2000
- Vive les mouches, essai, Grasset, 1999
- Langue française, terre d'accueil, essai, éditions du Rocher, 1997 – médaille de vermeil du Grand Prix de la Francophonie[5]
- Secrètes Araignées, essai, Grasset 1996
- Messagers de la nuit  : Roger Martin du Gard, Saint-John Perse, André Malraux , essai, Grasset, 1995 – Prix de la Critique de l'Académie française[5]
- Florilège de l'Univers, Grasset, 1992
- La Parole dérobée, roman, Grasset, 1990
- Les Yeux clos, roman, Grasset, 1988
- Malraux, le malentendu, essai, Grasset, 1986 – prix Georges-Dupau 1987 de l'Académie française[5]
- Le Musée imaginaire de la littérature du XXe siècle, Éditions Retz (1979)
- Noir sur blanc, essai, Fayard, 1973
- Malraux ou le temps du silence, essai, La Table Ronde, 1965
- La Télévision, notes et maximes, Hachette, 1965[7]
- La Télévision et ses promesses, essai, La Table Ronde, 1959
- Les Yeux clos, roman, La Table Ronde, 1957
- Les Œuvres et les Lumières, essai, La Table Ronde, 1956 – prix Sainte-Beuve
- La Farandole, roman, La Table Ronde, 1952 – prix Henri-Dumarest 1953 de l'Académie française[5]
- Le Vert Paradis, roman, La Table Ronde, 1950 – prix du Jeune Roman
- Désarroi de l'écriture, essai, Vigneau, 1948
- Satan et la Poésie, essai, Grasset, 1946

## Prix et distinctions
- 1945 : Croix de guerre 1939-1945 et Médaille de la Résistance[1]
- 1953 : Prix Henri-Dumarest de l’Académie française pour La Farandole
- 1956 : Prix Sainte-Beuve
- 1987 : Prix Georges Dupau de l’Académie française pour Malraux. Le malentendu
- 1995 : Prix de la critique de l’Académie française pour Messagers de la nuit. Roger Martin du Gard, Saint-John Perse, André Malraux
- 1997 : Grande médaille de la francophonie
- 1999 : Grand prix de littérature de l'Académie française pour l'ensemble de son œuvre